# Kagami mochi
Kagami mochi (鏡餅, littéralement « gâteau miroir ») est un mochi traditionnel du Nouvel An japonais. Il est habituellement fabriqué à partir de deux mochi,,,,, le plus petit étant placé au-dessus du plus grand et d'un daidai (une orange amère japonaise), une feuille étant attachée sur le dessus.

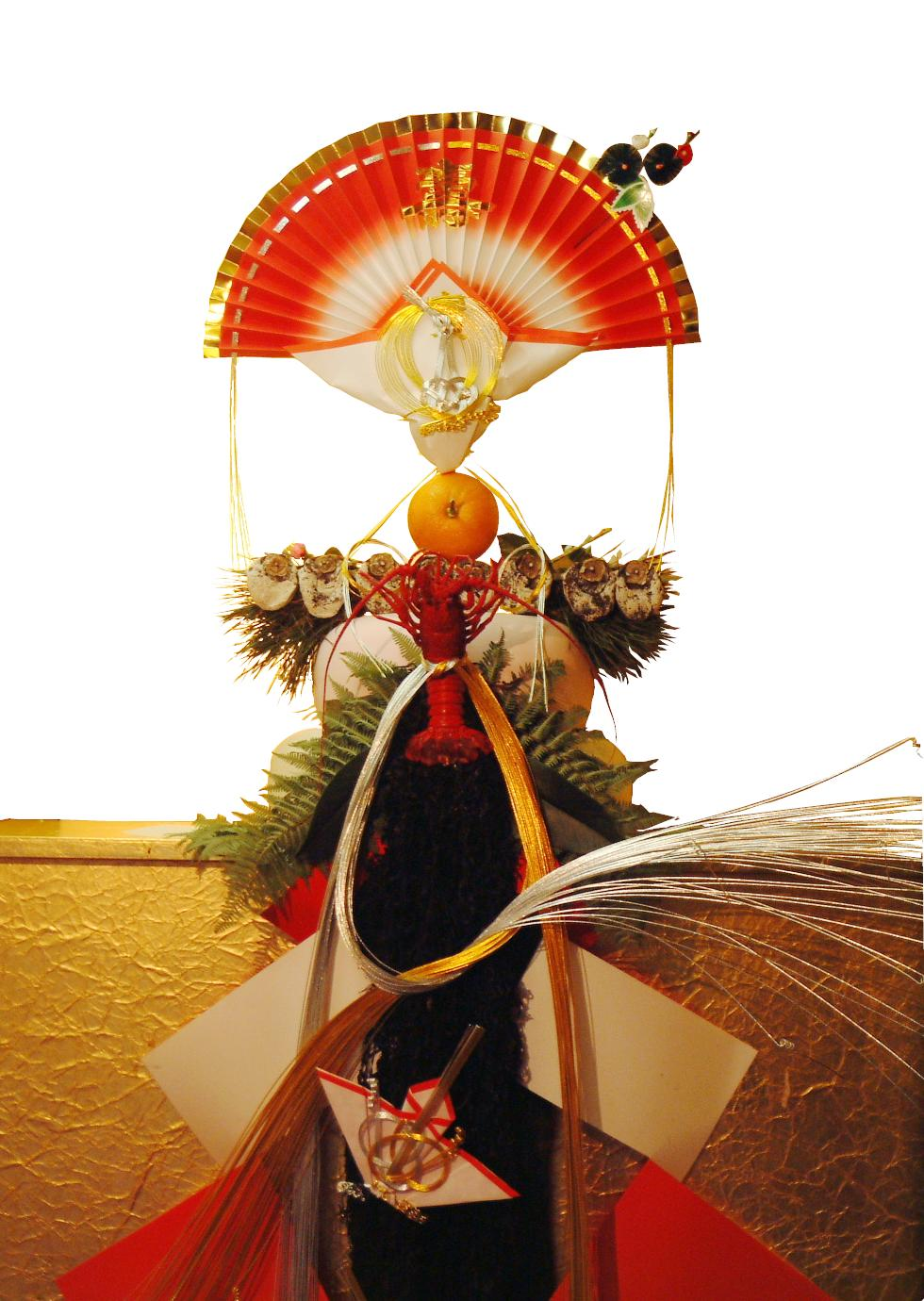
Un kagami mochi.

On peut aussi trouver des versions avec une feuille de konbu et une brochette de kaki sous le mochi. Il est disposé sur un stand appelé sanpō (三宝) sur une feuille appelée shihōbeni (四方紅), et est supposé prévenir les incendies domestiques pour l'année qui vient. Des feuilles de papier appelées gohei (御幣) pliées en forme d'éclairs comme celles disposées sur les sumos sont aussi associées[pas clair] ses mochi.
Le kagami mochi est apparu pendant la période Muromachi. Le nom kagami (« miroir ») est probablement dû au fait que la composition ressemble à une ancienne forme de miroir rond japonais doté d'une signification religieuse. La raison pour laquelle ces deux choses sont associées n'est pas claire. Certaines explications sont basées sur le fait que les mochi sont un plat des beaux jours, l'esprit du riz résidant dans le mochi, et le mochi étant un plat attribuant de la force.
Les deux mochi sont parfois interprétés comme l'année en cours et l'année suivante, le cœur humain, le yin et le yang, ou encore le Soleil et la Lune. Le daidai, dont le nom signifie « générations », est supposé symboliser la pérennité de la famille de génération en génération.
Traditionnellement, le kagami mochi était placé en divers endroits dans la maison. Habituellement, il est placé dans un autel shintoïste appelé kamidana. Il a aussi été placé dans le tokonoma, une petite alcôve décorée dans la pièce principale de la maison.
Actuellement, les kagami mochi sont souvent moulés dans la forme désirée et vendus dans des emballages en plastique dans les supermarchés. Un mikan, ou une imitation de daidai, remplace souvent le fruit originel. Des variations dans la forme du kagami mochi sont souvent observées. Dans certaines régions, il prend la forme de trois mochi superposés ; ils sont alors placés dans le butsudan ou dans le kamidana.
Il existe aussi des variations appelées okudokazari, placées au centre de la cuisine ou près de la fenêtre. Il est traditionnellement cassé et mangé lors du rituel shinto appelé kagami biraki (« ouverture du miroir ») ou pendant le deuxième samedi ou dimanche de janvier. C'est un rituel important dans les dojos. Il a été adopté dans les arts martiaux japonais quand Jigoro Kano, créateur du judo, l'institua en 1884, et depuis le rite s'est étendu à l'aikido, au karaté et au jujutsu.